# Juan Pablo Alfaro
Juan Pablo Alfaro Guzmán (n. 2 de marzo de 1979 en Guadalajara, Jalisco), es un exfutbolista y entrenador mexicano que se desempeñaba como Mediocampista.
Elemento surgido de las fuerzas básicas del Club Deportivo Guadalajara, que también jugó para el Club Deportivo Tapatío, Toluca, Pachuca, Veracruz, Atlético Mexiquense, La Piedad, Lobos de la BUAP, U. de G., Tecos, Alebrijes de Oaxaca y Coras Fútbol Club.
Actualmente dirige a Tritones Vallarta MFC de la Segunda División de México.

## Trayectoria

### Futbolista
A los 12 años ingresó a la escuelita de las Chivas Rayadas del Guadalajara.
Después de ser Campeón en la Tercera División de México, se integró a la pretemporada del primer equipo del Guadalajara de cara al Invierno 1997.
Ricardo Ferretti le otorgó la oportunidad de debutar en la Primera División de México con las Chivas Rayadas el 15 de agosto de 1999, enfrentando a Morelia en el Estadio Morelos, en partido correspondiente a la Jornada 1 del Invierno 1999; el partido finalizó 0-2 a favor de las Chivas Rayadas. 
Para el Invierno 2001 fue cedido al Toluca, pero no registró actividad con los Diablos Rojos en tres torneos cortos.
Retornó a las Chivas Rayadas en el Clausura 2003. Fue Subcampeón de Liga en el Clausura 2004, luego de caer en tanda de penales ante los Pumas de la UNAM en el Estadio Olímpico Universitario.
En el 2005 logró convertirse en pieza fundamental de las Chivas Rayadas, tanto en Liga como en la Copa Libertadores 2005.
De cara al Clausura 2006 fue fichado por los Tuzos del Pachuca, siendo Campeón de Liga en ese mismo certamen, al vencer 1-0 a San Luis FC (Estadio Alfonso Lastras Ramírez 0-0 y Estadio Hidalgo 1-0).  
En el Clausura 2007 se unió a los Tiburones Rojos de Veracruz, pero una lesión en la rodilla le impidió jugar.
Jugó la Temporada 2007-2008 con el Club Deportivo Tapatío de la Primera División 'A' y el Apertura 2008 con el Atlético Mexiquense.
En diciembre de 2008 reportó con los Tiburones Rojos de Veracruz, también en la División de Plata.
En el Bicentenario 2010 militó con los Reboceros de La Piedad y el siguiente semestre con Lobos de la BUAP.
En diciembre de 2010 se unió a los Leones Negros de la U. de G.. 
Jugó la Temporada 2012-2013 con Tecos y la siguiente (2013-2014) con Alebrijes de Oaxaca.

## Clubes

### Futbolista
| Club                | País   | Año               |
| ------------------- | ------ | ----------------- |
| Club Guadalajara    | México | 1997-2001         |
| Toluca              | México | 2001-2002         |
| Club Guadalajara    | México | 2003-2005         |
| Tapatío (Cárnet)    | México | 2003-2005         |
| Pachuca             | México | 2006              |
| Veracruz            | México | Clausura 2007     |
| Tapatío             | México | 2007-2008         |
| Atlético Mexiquense | México | Apertura 2008     |
| Veracruz            | México | Clausura 2009     |
| La Piedad           | México | Bicentenario 2010 |
| Lobos de la BUAP    | México | Apertura 2010     |
| U. de G.            | México | 2011-2012         |
| Tecos               | México | 2012-2013         |
| Alebrijes de Oaxaca | México | 2013-2014         |
| Coras Fútbol Club   | México | 2014-2015         |

### Auxiliar y entrenador
| Club                                | País   | Año       |
| ----------------------------------- | ------ | --------- |
| Club Guadalajara Femenil (Auxiliar) | México | 2020-2021 |
| Club Guadalajara Femenil            | México | 2022-2023 |
| Tritones Vallarta MFC *             | México | 2023-Act  |

* Segunda División de México

## Palmarés

### Futbolista

#### Campeonato nacional
| Categoría                  | Título        | Club    | País   |
| -------------------------- | ------------- | ------- | ------ |
| Primera División de México | Clausura 2006 | Pachuca | México |

#### Campeonato internacional
| Título                 | Club    | Sede  | Año  |
| ---------------------- | ------- | ----- | ---- |
| Copa Sudamericana 2006 | Pachuca | Chile | 2006 |

### Entrenador

#### Campeonato nacional
| Categoría                          | Título        | Club                     | País   |
| ---------------------------------- | ------------- | ------------------------ | ------ |
| Primera División Femenil de México | Clausura 2022 | Club Guadalajara Femenil | México |